# Hieracium involutum
Hieracium involutum es una especie de planta con flor del género Hieracium, de la familia Asteraceae, orden Asterales.

## Distribución
Hieracium involutum se distribuye por Noruega y Suecia.

## Taxonomía
Fue descrita científicamente por Dahlst. ex Johanss.
Tratamiento taxonómico
La especie aparece registrada y publicada en Bih. Kongl. Svenska Vetensk.-Akad. Handl.